# Roger Darrigade
Pour les articles homonymes, voir Darrigade.
Roger Darrigade, né le 14 janvier 1935 à Narrosse et mort le 5 novembre 2009 à Dax, est un coureur cycliste français ayant mené une carrière professionnelle de 1956 à 1962.
Il a notamment été champion de France amateur en 1955, la même année que son frère aîné André Darrigade en professionnel. Ils ont ensuite couru dans la même équipe professionnelle pendant quelques années.
Roger compte plus de trois victoires en professionnel.

## Palmarès
- 1954
  - 2e de Paris-Ézy
  - 3e du championnat de France sur route amateurs
- 1955
  -  Champion de France sur route amateurs
  - 3e du Circuit de la Chalosse
  - 3e de Paris-Évreux
- 1958
  - 4e étape du Tour de l'Ouest
  - 3e du Tour du Charolais
- 1959
  - Prix Albert-Gagnet
- 1960
  - Tour du Loiret
  - 2e du Grand Prix de Vergt
- 1961
  - Grand Prix de Figeac
  - Grand Prix de Charlieu
- 1964
  - 6e du Circuit d'Aquitaine
- 1965
  - Grand Prix de Dax
  - Grand Prix de Mussidan
- 1966
  - 2e du Grand Prix Auguste Mallet à Auch
- 1967
  - Grand Prix Auguste Mallet à Auch
  - Grand Prix de Labastide-d'Armagnac
  - Primevère Montoise
  - 2e du Grand Prix de la Saint-Jean à La Couronne
- 1969
  - Grand Prix de la Tomate :
    - Classement général
    - 1re et 2e étapes

  - Une étape du Tour du Béarn
  - 2e du Grand Prix des Fêtes de Coux-et-Bigaroque
- 1970
  - Grand Prix de Saint-Médard-de-Guizières

## Hommages
La section cyclisme de l’U.S.DAX organise chaque année le Grand Prix Roger Darrigade pour les catégories minimes et cadets à Heugas.